# Quốc ca Somalia (1960–2000)
Cộng hòa Somalia được thành lập vào ngày 1 tháng 7 năm 1960 sau sự hợp nhất của Lãnh thổ Ủy thác mới độc lập của Somalia (Somaliland thuộc Ý cũ) và Nhà nước Somaliland (Somaliland cũ thuộc Anh). Vào thời điểm này, một bản nhạc không lời của nhà soạn nhạc người Ý Giuseppe Blanc đã được sử dụng làm quốc ca. Bài quốc ca này vẫn được sử dụng trong thời kỳ Cộng hòa Dân chủ Somalia từ 1969–1991. Nó đã được thay thế vào năm 2000.